# Каза Бјанка (Пјаченца)
Каза Бјанка је насеље у Италији у округу Пјаченца, региону Емилија-Ромања.
Према процени из 2011. у насељу је живело 18 становника. Насеље се налази на надморској висини од 43 м.